# ولکینر
ولکینر (به انگلیسی: Vellakinar) یک زیستگاه انسانی در هند است که در Coimbatore district واقع شده‌است.

## خصوصیات
ولکینر ۹٬۶۰۹ نفر جمعیت دارد.